# 普萊森特格羅夫鎮區 (愛荷華州弗洛伊德縣)
普萊森特格羅夫鎮區（英語：Pleasant Grove Township）是位於美國愛荷華州弗洛伊德縣的一個行政鎮區。

## 地方資料
根據2010年美國人口普查的數據，普萊森特格羅夫鎮區的面積為92.89平方千米，當中陸地面積為92.89平方千米，而水域面積為0.00平方千米。當地共有人口213人，而人口密度為每平方千米2.29人。